# Ola Ahlvarsson
Bror Ola Ahlvarsson, född 24 mars 1970, är en svensk entreprenör och idrottsman. Ahlvarsson har varit verksam som entreprenör och företagsbyggare sedan början på 1990-talet. Han var en av de svenska entreprenörer som fick stor uppmärksamhet under slutet av 1990-talet, åren före IT-kraschen, då han uppmärksammades för sin inblandning i Boxman.

## Entreprenörskap
Under 1990-talet var Ahlvarsson med och startade och/eller utvecklade ett flertal bolag, däribland skottsäker väst-företaget Swedish Body Armour Group, snabbmatskedjan Soups&Subs, Musiczone och Interactive Media Webstore.[källa behövs]
Ahlvarsson var i slutet 1997 en av grundarna till det svenska e-handelsföretaget Boxman, som sålde CD och DVD, och var en tidig aktör i branschen, men som gick i konkurs i oktober 2000 efter logistik- och lönsamhetsproblem. Boxman grundades av två olika entreprenörsgrupperingar, en med rötter i Musiczone med Fredrik Sidfalk, Ola Ahlvarsson och Gustaf Burström, den andra med rötter i Videobutiken-kedjan ledd av Krister Hanner, Kent Granat, Bill Odqvist och Håkan Damberg. Bolaget finansierades av bland andra SAS VD Jan Carlzon och Kjell Spångberg. Ahlvarsson arbetade som PR-ansvarig i företaget, och var även inblandad i Boxmans internationella expansion, men lämnade en tid innan konkursen.
Ahlvarsson var 1999 en av grundarna till Result Ventures Knowledge, ett företag som grundades för att hjälpa andra företag att expandera internationellt, inledningsvis med Boxman-modellen som förebild. Result verkade som rådgivare, interim management eller delägare. Han var 1999 till 2008 Results verkställande direktör och övergick därefter till att vara styrelseordförande. Result finns representerat i 14 länder.[källa behövs][när?] Result har hjälpt over 200 företag växa internationellt. Result har bland annat haft delägande i webbplatserna torget.se och letsbuyit.com innan bolagen såldes vidare. Ahlvarsson har en portfölj av innehav så som telecombolaget FON, Ulvhälls Herrgård, Sellbranch, Wemind, Antipode Wines, Result samt i Internetkonferensen SIME. Ola Ahlvarsson är dessutom huvudägare i Internetportalen Spray.se, dejtingtjänsten Spraydate.se och Passagen samt största enskilda ägare i börsnoterade Keynote Media Group som bland annat äger tidningarna Nojesguiden och Rodeo.
2006 gav Ahlvarsson ut boken Mission Impossible om entreprenörskap och intraprenörskap.
Ahlvarsson är[när?] styrelseledamot/advisory board medlem i Emmy award-vinnande Company P, Budo & Fitness Stores och Magazine Connoisseur. 2009 blev han invald i World Economic Forums jury för Technology Pioneers. 
Ahlvarsson jobbar även som lärare vid Stockholm School of Economics in Riga, en systerhögskola till Handelshögskolan i Stockholm.

## Priser och utmärkelser
"Top Ten Leading European Internet Entrepreneurs 1999" av Wall Street Journal. Business Week (januari 2000), Financial Times (maj 2000). Ahlvarsson har blivit inbjuden till World Economic Forum i Davos, och där utnämnd till Young Global Leader.
Ahlvarsson har omnämnts som en av de tio främsta europeiska internetentreprenörerna 1999 av Wall Street Journal och fick ett liknande omnämnande i Business Week och Financial Times året därpå. År 2000 utsågs han dessutom till en av framtidens ledare vid prestigetyngda World Economic Forum, som varje år hålls i schweiziska Davos.

## Kampsport
Ahlvarsson har svart bälte 4 dan i karate (Goju Ryu). Hans tävlingsmeriter inkluderar världsmästare i Goju Ryu 1991 (IOGKF) i Naha Okinawa samt Europamästare i samma organisation 1994. Han blev svensk mästare i Kung Fu 1996 och samma år svensk kickboxningsmästare. 1991 placerade han sig på tredje plats i VM i Tae kwon do (TAGB). Ahlvarsson blev världsmästare i kickboxning (World Association of Kickboxing Organizations) 1997 i Dubrovnik.

## Annan verksamhet
Ahlvarsson är en flitigt anlitad talare på konferenser och industrievent som till exempel Le Web Paris, Tech Talk Menorca, DLD, PICNIC Amsterdam, World knowledge forum in Seoul, "Global Internet Summit" och "European Online Publishing Conference". 
Ola Ahlvarsson är grundare till SIME Nonprofit, en internationell sammankomst där den ideella sektorn bereds möjlighet att lära sig mer om hur digitala media och Internet kan användas för att hjälpa människor mer effektivt.